# Košťany nad Turcom
Košťany nad Turcom (in ungherese Kostyán) è un comune della Slovacchia facente parte del distretto di Martin, nella regione di Žilina.